# Richard Sichler

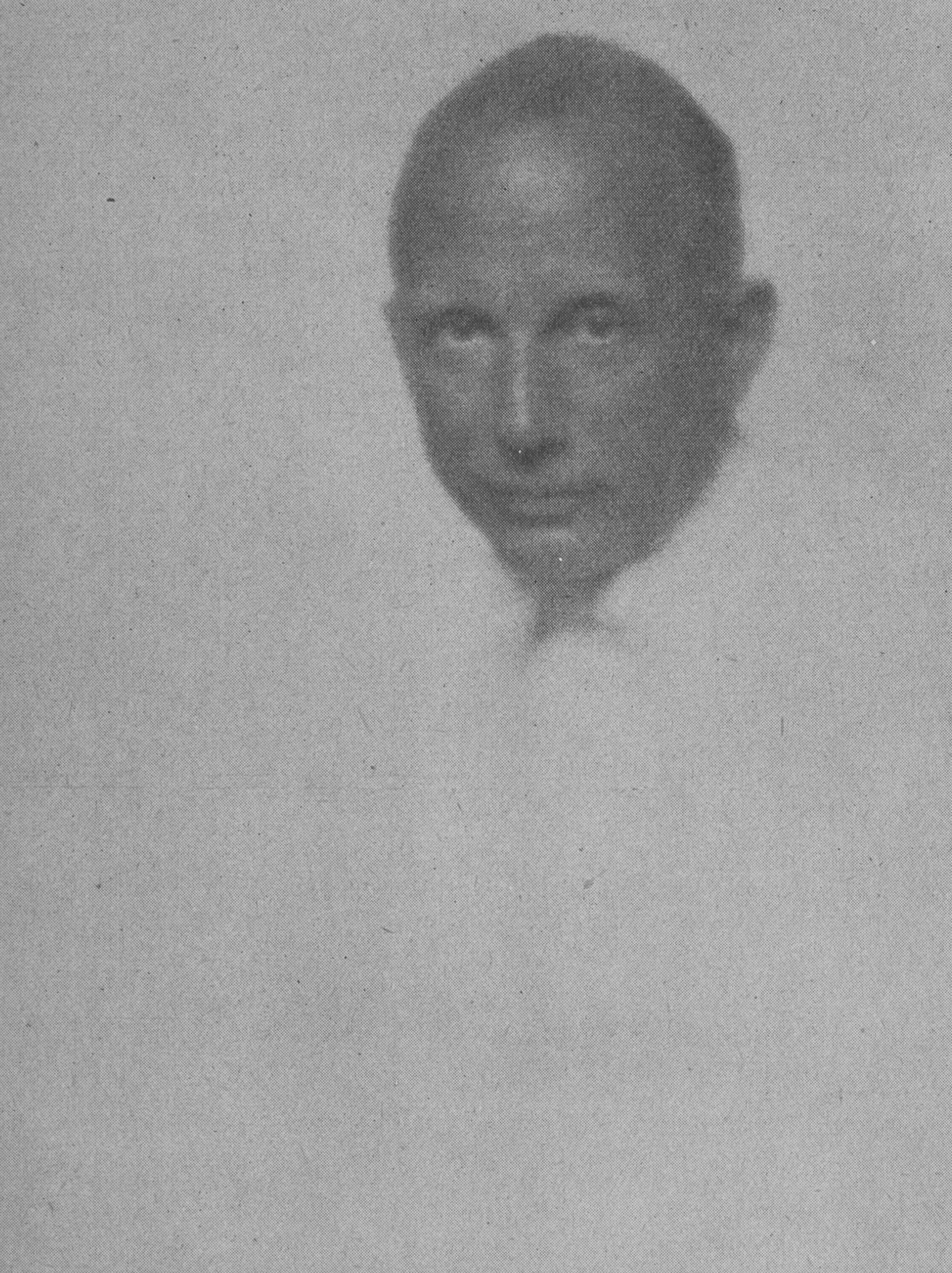
Richard Sichler, um 1928

Richard Sichler (* 29. März 1876 in Braunschweig; † 7. August 1952 in Müllheim (Baden)) war ein deutscher Unternehmer und Mäzen.

## Leben
Richard Sichler war ein Sohn des Chemikalienhändlers Richard Sichler und dessen Ehefrau Berta. Nach der Schule absolvierte er zunächst eine kaufmännische Lehre im Geschäft des Vaters, gefolgt von einem Aufenthalt in England. Zurück in Braunschweig trat er in das elterliche Geschäft ein und wurde dort Prokurist.

## Unternehmer und Organisator
1902 suchte er in München eine neue Herausforderung bei Kathreiners Malzkaffeefabriken und wurde auch dort nach einigen Jahren Prokurist und später Direktor (bis 1912).
Auf der Internationalen Hygiene-Ausstellung Dresden 1911 kam er in Kontakt mit Karl August Lingner, der sein großes Vorbild wurde. Nach seinem Abgang bei Kathreiner war Sichler bis zum Ausbruch des Ersten Weltkriegs als freiberuflicher Kaufmann und Berater tätig. Es gelang ihm ein Vermögen anzusammeln, und bereits 1912 ließ er sich vom Architekten Theodor Veil in Starnberg eine Villa planen. Sichler wurde 1915 mit dem Aufbau einer Abteilung im preußischen Kriegsministerium zur Organisation der Kriegswirtschaft beauftragt. In dieser Abteilung für Zurückstellungswesen Sichler (A.Z.S.) – dem Kriegsarbeitsamt – arbeitete er mit Joachim Tiburtius zusammen und versuchte, die Anforderungen des Heeres mit jenen der Industrie bzgl. Soldaten bzw. Arbeitskräften miteinander abzustimmen. Mit einer gewerkschaftsfreundlichen Sozialpolitik trug das A.Z.S. zur Vermeidung von Streiks bei. Nach Kriegsende arbeitete Sichler mit Wilhelm Groener und Kurt von Schleicher an der Demobilisierung des kaiserlichen Heeres.
Sichler wurde im Mai 1922 Generaldirektor der Lingner-Werke ernannt. Er brachte das nach dem Tod Lingners und der durch den Weltkrieg bedingten Produktionsunterbrechung wieder zu neuer Blüte und gründete zahlreiche Auslandsniederlassungen. Hohe Investitionen kurz vor der Weltwirtschaftskrise brachten die Lingner-Werke in Schwierigkeiten und führten 1932 zu einem Verkauf. Kurz darauf verließ Sichler das Unternehmen. Für seine Verdienste verlieh ihm die Technische Hochschule Dresden 1928 die Würde eines Ehrensenators.
Sichler arbeitete nun wieder als Berater und hatte Kunden wie das Carsch-Haus. 1933 verließ Sichler Deutschland, da er dort wegen vieler Geschäftskontakte zu Juden und wegen Devisenvergehen in Schwierigkeiten kam. Nach dem Röhm-Putsch 1934 wurde wegen seiner Bekanntschaft mit Kurt von Schleicher eine Untersuchung gegen ihn eingeleitet. Sichler lebte zunächst in Basel und reiste dann über Bombay (1935) nach Shanghai (1936–1939).

## Der Mäzen

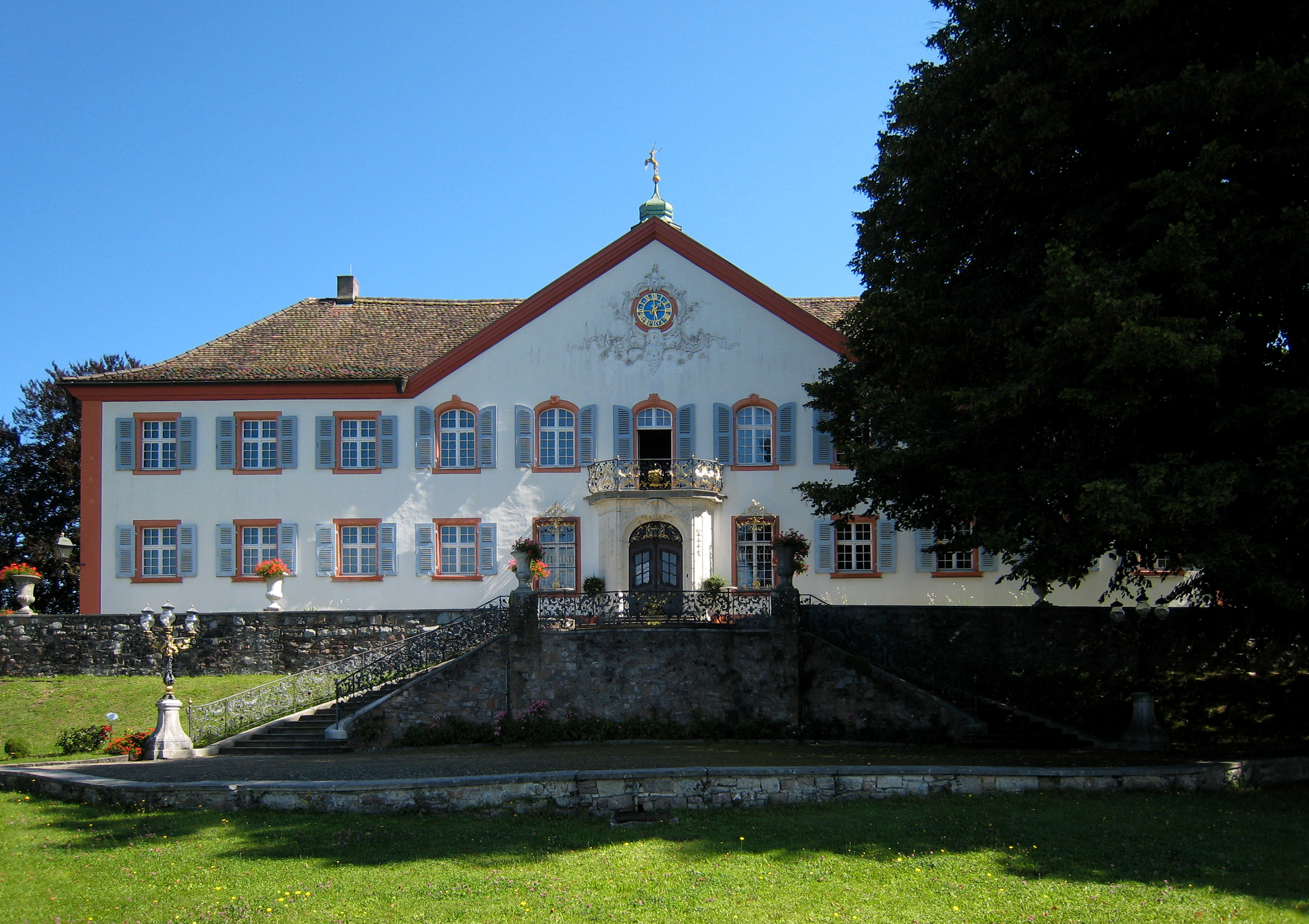
Schloss Bürgeln

Während eines Kuraufenthalts in Badenweiler lernte Sichler 1920 Schloss Bürgeln kennen und entschloss sich schnell, dieses Bauwerk zu restaurieren. Aus einem Architekturwettbewerb, an dem auch Richard Riemerschmid und Max Laeuger teilnahmen, ging Theodor Veil als Sieger hervor. Die Arbeiten begannen nach Abschluss der Planungen noch 1921 und dauerten bis 1926. Die Kosten lagen wohl bei 7 Millionen Euro in heutiger Währung. Für seine denkmalpflegerische Leistung verlieh ihm Technische Hochschule Braunschweig am 24. Oktober 1928 auf Vorschlag der Abteilung Architektur die Ehrendoktorwürde.
Teile der Markgräfler Öffentlichkeit und selbst des Bürgeln-Bundes sahen die Bemühungen Sichlers jedoch zwiespältig und unterstellten ihm die Absicht das Schloss – da er nur gepachtet hatte – in sein Privateigentum zu überführen und nicht der Öffentlichkeit zugänglich machen zu wollen.
1939 kam Sichler aus Asien nach Deutschland zurück und lebte auf Schloss Bürgeln. Es gab beständig Querelen über die Nutzung des Schlosses, die auch in der Presse und vor Gericht ausgetragen wurden. 1952 starb Sichler im Krankenhaus von Müllheim – nahe Schloss Bürgeln – an den Folgen einer Embolie. Kurz zuvor hatte er noch mit dem damaligen Bundesland Baden zwei Verträge über den Ankauf der ihm gehörenden Einrichtungsgegenstände des Schlosses abgeschlossen. Das neue Bundesland Baden-Württemberg erkannte diese Abmachungen aber nicht an. Dies führt letztlich 1957 zur Versteigerung des Inventars im Auftrag seiner Witwe. Es handelte sich um eine umfangreiche Sammlung von Möbeln, Kachelöfen, Porzellan, ostasiatischem Kunstgewerbe, Miniaturen, Glas, Bronzen, Gartenplastiken und Bildern.

## Ehen und Nachkommen
Sichler heiratete am 13. Mai 1922 Thusnelda von Kutschenbach († 1928). Aus dieser Ehe ging der Sohn Peter (* Juli 1922; † 1971) hervor. 1941 heiratet er in zweiter Ehe Nelly Rosselet (* 1907; † 1972).

## Schriften
- (mit Joachim Tiburtius): Die Arbeiterfrage eine Kernfrage des Weltkrieges. Ein Beitrag zur Erklärung des Kriegs-Ausgangs. Berlin 1925.